# Дютш, Оттон Иванович
Дютш, Оттон Иванович, Отто Дютш (нем. Otto Dütsch, 1825—1863) — датский композитор и дирижёр, большую часть жизни работавший в России. Отец Г. О. Дютша.

## Биография
Родился в Копенгагене в 1825 году. Отец Дютша был учителем музыки и пения в Копенгагене и готовил сына к духовному званию.
Ещё в детстве Дютш обнаружил страстную любовь и необыкновенные способности к музыке, но его отец долго не решался расстаться с мечтою видеть своего сына священником. Наконец он уступил просьбам сына, горячо хотевшего всецело посвятить себя музыке, и на семнадцатом году от рождения молодой Дютш отправился в Лейпциг, где поступил в консерваторию и стал обучаться музыке под руководством известного в то время профессора Шнейдера. Впоследствии, разойдясь со Шнейдером, он продолжал своё музыкальное образование под руководством знаменитого композитора Феликса Мендельсона-Бартольди.
Получив несколько медалей лейпцигской консерватории и премии разных обществ за произведения, со значительным успехом исполнявшиеся в концертах в Лейпциге и Копенгагене (главным образом на духовные тексты), Дютш в 1847 году предпринял путешествие во Францию и Италию, намереваясь объехать все главные города Западной Европы и всюду давать концерты. Но ему не удалось осуществить этого плана, и в 1848 году он приехал в Петербург. Здесь он был радушно встречен музыкальным кружком М. И. Глинки, с которым до самой его смерти сохранял самые дружеские отношения. В то же время он и здесь должен был разочароваться в своих мечтах об известности и свободной, самостоятельной деятельности: тяжелое материальное положение отдало его в руки бездарных эксплуататоров, заказывавших ему разного рода произведения для фортепьяно и оркестра и выставлявших под ними своё имя.
Вскоре, однако, Дютш, покровительствуемый князем А. И. Барятинским, уехал на Кавказ в качестве капельмейстера в 80-й пехотный Кабардинский полк. На Кавказе Дютш пробыл около полутора лет и за это время из музыкантов полка, в котором он служил, он составил лучший во всем крае не только духовой, но и скрипичный оркестр. Кроме того, в этот же период он устроил оркестры в некоторых других полках.
В Петербурге, куда возвратился Дютш, недостаток средств заставил его взяться за дирижирование оркестрами в общественных садах. Хотя он с большим неудовольствием взялся за это дело, оно принесло ему пользу, так как дало ему возможность обнаружить перед публикой свой талант в качестве капельмейстера и в то же время обратило на него внимание дирекции Императорских театров, которая вскоре поручила ему несколько работ, в коих ему впервые пришлось писать музыку на русские тексты.
В 1852 году Дютш был принят дирекцией Императорских театров на службу в звании капельмейстера, причем главною его обязанностью было репетирование хоров и игра на органе во время представлений итальянской оперы.
В 1860 году была поставлена на русской сцене его опера «Кроатка, или Соперницы» на текст Н. И. Куликова. Опера шла на сцене семь раз с посредственным успехом и, несмотря на свои несомненные достоинства, на следующие сезоны возобновлена не была. Однако имя Дютша как музыкального деятеля было вполне упрочено.
В 1862 году Дютш отправился на родину для постановки «Кроатки», уже переведенной на немецкий язык, на сцене Копенгагенского королевского театра. По непредвиденным обстоятельствам постановка оперы была отложена, и Дютш, обласканный датским королём Христианом VІІ и награждённый им орденом Данеброга, возвратился в Петербург. Сюда его призывали занятия в театре в качестве репетитора хоров и в консерватории, пригласившей его к себе в 1862 году профессором элементарной теории музыки и сольфеджио.
Между тем здоровье Дютша, уже и без того значительно надломленное, окончательно расстроилось.
В 1863 году он поехал для лечения в Германию и вскоре же умер во Франкфурте-на-Майне вследствие хронического поражения легких.
Кроме упомянутой оперы «Кроатка», являющейся лучшим произведением Дютша, ему принадлежат: 28 пьес для фортепиано в две руки; этюды для фортепиано (ор. 12); 9 русских, в том числе "Не скажу никому" , и 42 немецких романса; песни для смешанных голосов à capella (op. 18); песни для мужских голосов (op. 19); «113-й псалом» для хора и оркестра; марш для военного оркестра: «Вперед, ребята!»; alleqro de concert для двух фортепьяно с оркестром; вальс для фортепьяно с оркестром; соната для фортепьяно и виолончели С-moll; два романса для скрипки и фортепьяно; оперетта «Узкие башмаки» (пер. П. С. Федорова); оперетта «Im Dorfe» с немецким текстом; 30 пьес для танцев; музыка к драмам Кукольника — «Денщик», Родиславского — «Расставанье» и Сухонина — «Русская свадьба» и «Деньги».
Часть этих произведений издана в разное время в России и за границей, а часть находится в рукописях. Все музыкальные сочинения Дютша обнаруживают его несомненный талант и много вкуса, отличаются художественной оркестровкой и гармонизацией и свидетельствуют о безукоризненном знании им контрапункта. Но в то же время в них нередко замечается искусственность мелодии, отсутствие оригинальности и новизны форм, встречаются места с отпечатком влияния Мендельсона-Бартольди, Мейербера и рапсодий Листа.